# Partia Ludowa (Ukraina)
Partia Ludowa (ukr. Народна Партія, NP) – ukraińska oligarchiczna i centrowa partia polityczna, kierowana przez Wołodymyra Łytwyna.

## Historia
Ugrupowanie powstało w 1996 w wyniku rozpadu w Wiejskiej Partii Ukrainy. Partia przyjęła nazwę Agrarna Partia Ukrainy (ukr. Аграрна партія України), a jej przewodniczącym został wicepremier Mychajło Zubeć, którego rok później zastąpiła Kateryna Waszczuk. Nowa formacja reprezentowała głównie interesy ukraińskiego lobby agrarnego i dawnej nomenklatury związanej z kołchozami. W 1998 lista krajowa agrarystów nie przekroczyła progu wyborczego, w 1999 nowym przewodniczącym został wicepremier Mychajło Hładij, a partia poparła ubiegającego się o reelekcję Łeonida Kuczmę.
W 2002 APU przystąpiła do prorządowego bloku Za Jedyną Ukrainę, tworząc po wyborach liczącą około 20 deputowanych frakcję w Radzie Najwyższej IV kadencji. Rok później przywództwo objął przewodniczący Rady Najwyższej Wołodymyr Łytwyn. Przyjęto też nową nazwę, przekształcając formację w Ludową Agrarną Partię Ukrainy (ukr. Народа аграрна партія України). W wyborach prezydenckich w 2004 ugrupowanie wsparło Wiktora Janukowycza, jednak w czasie pomarańczowej rewolucji zachowało neutralność, a jego lider usiłował przejąć rolę rozjemcy.
Zwycięstwo Wiktora Juszczenki, zmiana rządu i rozpad kilku prokuczmowskich ugrupowań oraz frakcji parlamentarnych doprowadziły do wzmocnienia pozycji Wołodymyra Łytwyna. Pod koniec kadencji dwa popierające przewodniczącego parlamentu kluby poselskie liczyły około 60 deputowanych. W 2005 partia zmieniła ponownie nazwę (na Partię Ludową). Skutkiem zmiany linii politycznej i odcięcia się od nurtu agrarystycznego było odejście z niej m.in. dwóch byłych liderów Mychajło Zubecia i Mychajły Hładija (którzy przeszli do Bloku Julii Tymoszenko, a już po paru miesiącach zasilili koalicję Wiktora Janukowycza).
Na potrzebę wyborów parlamentarnych w 2006 Partia Ludowa zainicjowała powstanie Ludowego Blok Łytwyna, razem z dwoma małymi ugrupowaniami: POWL "Sprawiedliwość" i Ukraińską Partią Chłopsko-Demokratyczną. Blok otrzymał jednak jedynie 2,5% głosów i nie przekroczył wynoszącego 3% progu wyborczego.
W 2007 celem startu w przedterminowych wyborach doszło do reaktywacji bloku (pod nazwą Blok Łytwyna), tym razem zawiązanego przez Partię Ludową i Partię Pracy Ukrainy, kierowaną przez twórcę ukraińskiej konstytucji Mychajło Syrotę. Blok uzyskał 20 mandatów poselskich, z czego 13 objęli działacze ludowców. W wyborach w 2012 partia startowała tylko w okręgach jednomandatowych, kilkoro działaczy uzyskało zaś mandaty z listy krajowej Partii Regionów.